# ボーディナーヤッカヌール
ボーディナーヤッカヌール（போடிநாயக்கனூர், Bodinayakanur）は、インド南部のタミル・ナードゥ州テーニ県にある都市。ボーディナーヤッカヌール郡の中心都市である。

## 政治
テーニ県はAIADMKの勢力が強く、ボーディナーヤッカヌールでも2001年の統一地方選挙ではAIADMKのS・ラーマラージャンが圧勝していた。
しかし2006年の統一地方選挙では、DMKの候補であるS・ラクシュマナンが、AIADMKの候補であるP・パールティバンを僅差で抑えて当選した。

## 経済
ボーディナーヤッカヌールは、香辛料の一種であるカルダモンの生産が有名である。
交通網はテーニを通じて大都市マドゥライにつながっている。
インド南部鉄道ボーディナーヤッカヌール線の狭軌鉄道路線がマドゥライ連絡駅から引かれているが、ボーディナーヤッカヌール駅はその終点である。
道路は、ケーララ州イェルナークラムからラーメーシュヴァラムまで通じている国道49号線が、マドゥライに通じている。
最寄りの空港はマドゥライ空港である。

## 教育
以下のような学校がある。
- カルダモン栽培者組合大学（Cardamom Planters' Association College）
- N・S・K・P高等学校（N.S.K.P. Higher Secondary School）
- Z・K・M高等学校（Z. K. M. Higher Secondary School）
- シスム高等学校（Scism Matriculation Higher Secondary School）
- リトル・エンジェルズ小学校（Little Angels Junior School）

## 都市の位置
緯度：北緯 10° 1' 0 
経度：東経 77° 20' 60 
- 県外
  - マドゥライまで 92km
  - ケーララ州イェルナークラムまで 158km
- 県内
  - テーニまで 16km
  - アーンディッパッティまで 32km
  - コーッタックディまで 15km